# Leopoldskirsche
Die Leopoldskirsche, auch Heimanns-Gruppe, ist eine alte Kultursorte der Sauerkirsche (Prunus cerasus). (Synonyme: Heimanns Konserven-Weichsel, Fanal, Beutelspacher Rexelle, Heimanns Rubin[weichsel], Röhrigs Weichsel, Heimann 23, Heimann 26, Brüsselsche Braune)
Die erste bekannte schriftliche Erwähnung ist von 1797 und stammt von Carl Gottlieb Büttner von Halle.
Erst 2020 erwies sich eine Reihe von Akzessionen unterschiedlicher Namen als genetisch zumindest sehr ähnlich und phänotypisch nicht differenzierbar und wurde damit zur Heimanns-Gruppe zusammengefasst. Der älteste dokumentierte Name lautet Leopoldskirsche.
Die modernen Sorten „Achat“, „Jade“ und „Safir“ des Institut für Obstforschung Dresden-Pillnitz wurden aus der Leopold gezüchtet.

## Beschreibung
Der Baum ist sehr anpassungsfähig und gedeiht auch an windigen Standorten und auf leichten Böden. Sein Wuchs ist durchschnittlich bis stark, aufrecht bis ausgebreitet, mit pyramidaler Krone und hängenden Zweigen. Er ist resistent gegen Monilia, aber anfällig für Bakterienbrand und Röteln. Er ist selbstfruchtbar und trägt sehr reich. Um Mittsommer vergilben im Kroneninnern Blätter und fallen ab.
Die Früchte reifen in der (4.) 5. bis 6. Kirschwoche. Sie sind groß und etwas abgeflacht rund bis breitoval geformt. Sie lösen trocken vom Stiel. Ihre Außenhaut ist dunkel schwarzbraun und neigt nicht zum Platzen. Das weiche Fleisch löst leicht vom Stein. Es hat reichlich sehr dunkel roten, stark färbenden Saft mit starker Säure, die zur Vollreife nachlässt. Der Geschmack ist sehr gut und aromatisch.